# Tofrontskrig
Tofrontskrig er en betegnelse om en krig på to af hinanden uafhængige fronter. 

## Generelt
Normalt foretrækker krigsførende parter kun at kæmpe på en front, da det gør det lettere at koncentrere den militære indsats. En anden front opstår som oftest, når en allieret griber ind i krigen. Etableringen af en anden front betyder, at begge fronter bliver svagere idet det er vanskeligere at flytte styrker fra en front til en anden end at flytte dem frem og tilbage langs en enkelt front. 
Ofte vil den ene part i en to-fronts krig have en fordel i form af det, der kaldes indre linjer. Eksempelvis havde Tyskland og Østrig-Ungarn af indre linjer under 1. Verdenskrig, hvor de kæmpede på Østfronten mod Rusland og Vestfronten mod Frankrig og Storbritannien. De indre linjer betød, at tyskerne og østrigerne hurtigt kunne flytte tropper fra den ene front til den anden efter behov, mens tropper fra deres modstandere skulle meget langt for at komme fra Østfronten til Vestfronten eller omvendt. 

## Anden Verdenskrig
Under 2. Verdenskrig blev Sovjetunionen angrebet af Nazi-Tyskland i juni 1941. Herefter forlangte Sovjetunionen, at de Vestallierede skulle etablere en "Anden front" mod Tyskland. Hermed mentes en invasion i Vesteuropa. 
Efter Casablanca-konferencen voksede presset fra Stalin, da den planlagte invasion i af det europæiske fastland blev udskudt til efteråret 1943. Presset skyldtes i høj grad, at Stalin mistænkte Vestmagterne for bevidst at udskyde etableringen af en Anden Front, for at Tyskland og Sovjetunionen kunne svække hinanden mest muligt.
Fra december 1941 var USA og Storbritannien i krig med Japan – en krig som Sovjetunionen holdt sig ude af indtil august 1945, tre måneder efter den tyske kapitulation i Europa den 8. maj 1945. Da angreb Sovjetunionen det japansk kontrollerede Manchuriet ved Operation Auguststorm. Stalin udførte således det, som han mistænkte de Vestallierede for at gøre i krigen mellem Tyskland og Sovjetunionen. 
Der var også en del uenighed mellem Storbritannien og USA om etablering af en Anden front i Frankrig. De britiske ledere foretrak at kæmpe mod tyskerne på fjerne krigsskuepladser i Afrika og Sydeuropa, hvor det var vanskeligt for tyskerne at bringe tropper og forsyninger frem, mens de allierede kunne udnytte deres overlegenhed i skibe og fly. En hurtig landgang i Vesteuropa forekom briterne at være alt for risikabel, da de forholdsvis uprøvede britiske og amerikanske soldater tropper ville komme til at stå overfor kamptrænede tyskere. De amerikanske ledere mente derimod, at jo før man foretog landgang i Vesteuropa, jo før kunne man besejre tyskerne, og først da en "prøve-landgang" ved byen Dieppe i Nordfrankrig i august 1942 udartede til en katastrofe, lod amerikanerne sig overtale til at se tiden an og koncentrere sig om sekundære mål ved Middelhavet. 
I juni 1944 blev den "rigtige" Anden front etableret ved landgangen i Normandiet.